# Вістабелья-дель-Маестрасго
Вістабелья-дель-Маестрасго, Вістабелья-дел-Маестрат (ісп. Vistabella del Maestrazgo (офіційна назва), валенс. Vistabella del Maestrat) — муніципалітет в Іспанії, у складі автономної спільноти Валенсія, у провінції Кастельйон. Населення — 421 особа (2010).

## Географія
Муніципалітет розташований на відстані близько 290 км на схід від Мадрида, 40 км на північний захід від міста Кастельйон-де-ла-Плана.
На території муніципалітету розташовані такі населені пункти: (дані про населення за 2010 рік)
- Масія-де-Монфорт: 4 особи
- Масія-де-Сальвадор: 2 особи
- Масія-де-Тоні: 4 особи
- Сан-Хуан-де-Пеньяголоса: 0 осіб
- Вістабелья-дель-Маестрасго: 402 особи
- Масія-де-Селадес: 0 осіб
- Масія-де-Клеріч: 9 осіб

## Демографія
Динаміка населення (INE ):

## Галерея зображень

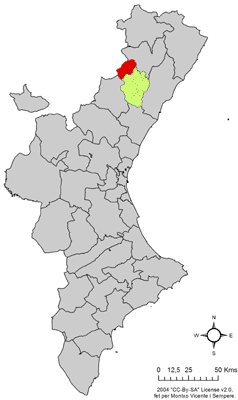
Розташування муніципалітету Вістабелья-дель-Маестрасго у автономній спільноті Валенсія
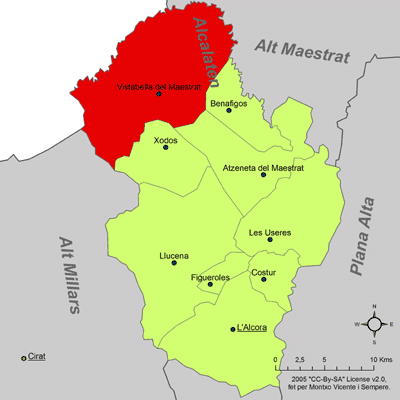
Розташування муніципалітету Вістабелья-дель-Маестрасго у комарці Алькалатен
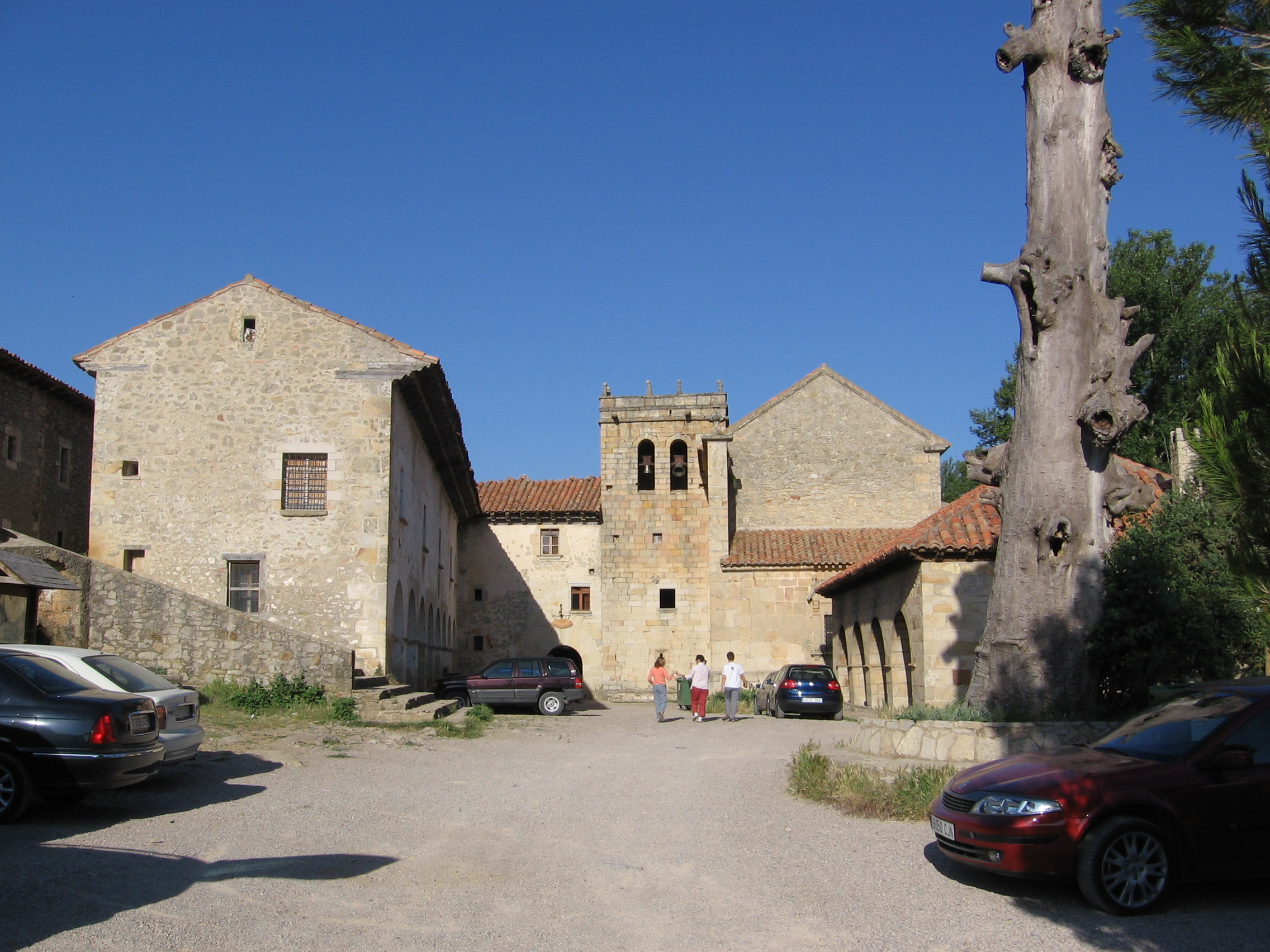
Церква Сан-Хуан-Баутіста-де-Пеньяголоса